# Bernard Bertossa
Bernard Bertossa, né le 12 septembre 1942 à Genève, est un magistrat suisse.

## Formation initiale et carrière judiciaire
Après ses études de droit à l'Université de Genève où il obtient une licence en 1965, il travaille dans une étude d'avocats et passe son brevet en 1967, puis il est élu au Tribunal genevois de première instance en 1972. Il préside le Tribunal de police et de la Chambre des baux et loyers de 1972 à 1973 puis, de 1981 à 1987, la Chambre d'accusation. Il est également juge civil au Tribunal de première instance de 1973 à 1990. 
En 1990, il est élu procureur général de Genève, puis réélu en 1996 pour un deuxième mandat jusqu'en 2002. 
Il exerce la fonction de juge au Tribunal pénal fédéral de 2003 à 2007. Dès 2008, il préside, à la demande du Conseil d'État, un groupe de travail visant à concrétiser les nouvelles dispositions fédérales de procédure civile en droit genevois.

## Notoriété judiciaire et médiatique
Comme procureur, il s'était fixé pour priorité, la lutte contre la grande criminalité,. En 1995, l'Université de Genève lui décerne le grade de docteur en droit honoris causa.
Il est l'un des signataires de l'Appel de Genève en 1996.
En 2002, il soutient le mouvement de juristes suisses Trial qui agit en matière de génocide, de crimes de guerre, de crimes contre l'humanité et de torture.
Bernard Bertossa est le père d'Yves Bertossa, substitut du procureur général de Genève depuis 2007.